# Oris
Oris (Орис) — швейцарская часовая компания, выпускающая механические наручные часы класса «люкс». Основана в 1904 году, Полем Катеном и Жоржем Кристианом в пригороде Базеля, в деревне Хёльштайн на северо-западе Швейцарии.

## История
Фабрика по производству часов была открыта Полем Каттеном (Paul Cattin) и Джорджем Кристианом (George Christian) в 1904 году в городе Хёльштайн — пригороде Базеля. Название для общего бизнеса совладельцы заимствуют у местной реки. Первый сборочный завод и фабрика Oris была запущена в 1906 году. Уже в 1910 году Oris стал одним из крупнейших работодателей в своем регионе. В 1917 году фабрика выпустила первую серию авиационных часов, переделанных из карманных, которые спустя столетие Oris взял за основу для юбилейного лимитированного издания Big Crown 1917. К середине 1930-х Oris построил ещё несколько часовых заводов.

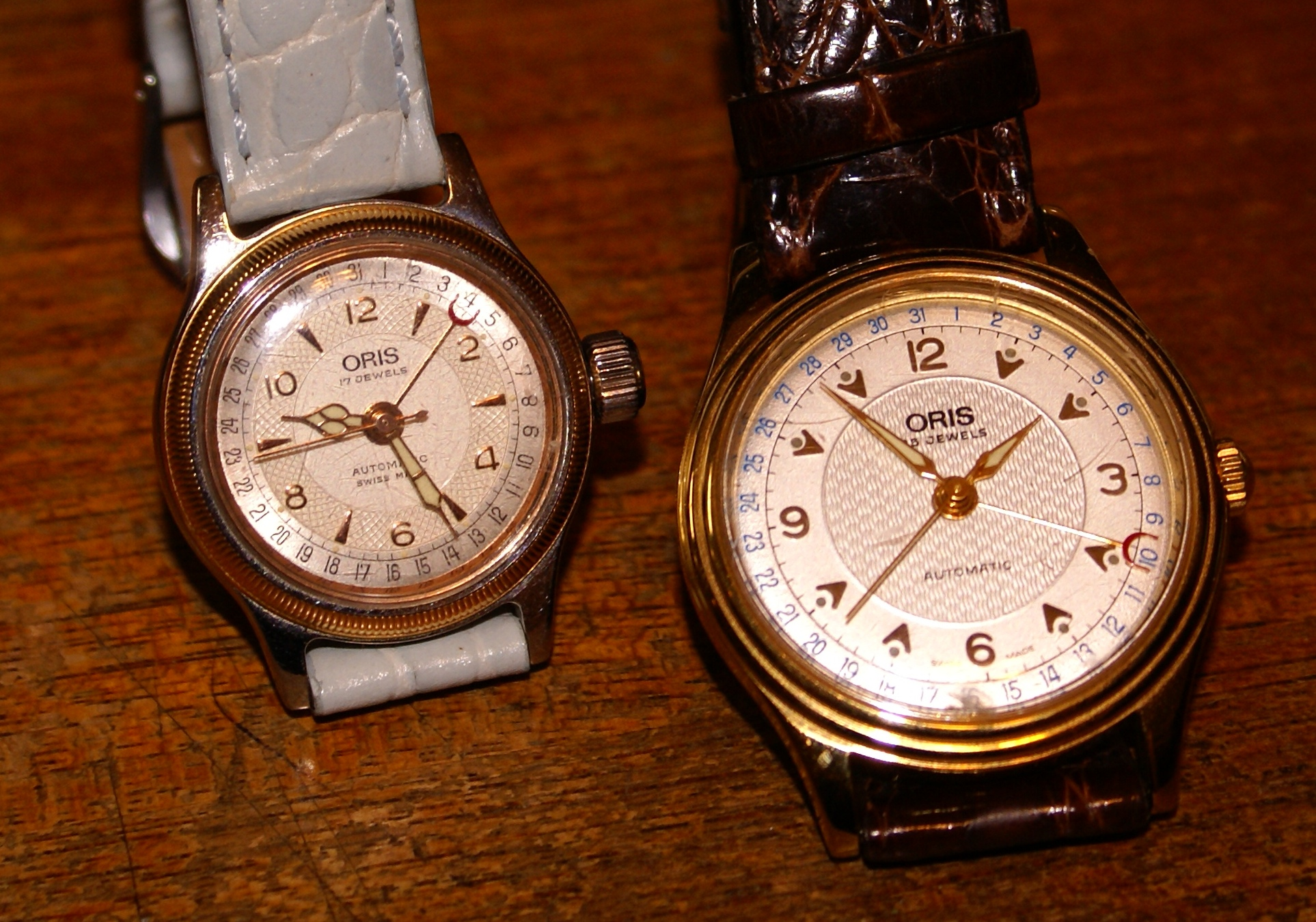
Часы Oris

С 1927 года председателем совета директоров является Жак-Давид ЛеКультр — внук основателя компании Jaeger-LeCoultre. В 1928 году, после кончины Джорджа Кристиана, в совете директоров произошла перестановка. В результате совет директоров возглавил зять Кристиана, Оскар Герцог, впоследствии занимающий этот пост вплоть до 1971 года.
Выпуск первых серийных пилотских часов состоялся в 1938 году. Серия Big Crown Line с центральной стрелкой даты стала рождением первого из четырёх «миров Oris»: авиации. Налажено производство собственных спусковых устройств.
Во время Второй мировой войны компания дифференцирует производство и начинает выпуск настольных механических будильников.
С 1952 года был начат выпуск первого автоматического механизма (Oris Саl. 601) с индикатором запаса хода. В 1965 году родился второй из «миров Oris» (дайвинг): в ассортименте компании появляются часы со стометровой водостойкостью корпуса. В 1968 году калибр Oris 652 стал первым механизмом со штифтовым анкерным ходом, который получил сертификат хронометра на хронометрических испытаниях в Астрономической обсерватории Невшателя.
К 1969 году штат предприятия насчитывал порядка 800 сотрудников, в год выпускалось около 1,2 миллиона наручных часов и настольных будильников. Фирма сама производила оборудование для производственных нужд. В Oris практиковалось внутрикорпоративное обучение подмастерий. В 1970 году, с появлением хронографа Chronoris зародился третий из «миров Oris» (часы, посвященные миру автоспорта). Тогда же начался кварцевый кризис, который окончился покупкой акций компании холдингом ASUAG. В 1982 году доктор Портманн и руководитель отдела маркетинга Ульрих В. Герцог организовали выкуп акций ради обретения прежней независимости компании.

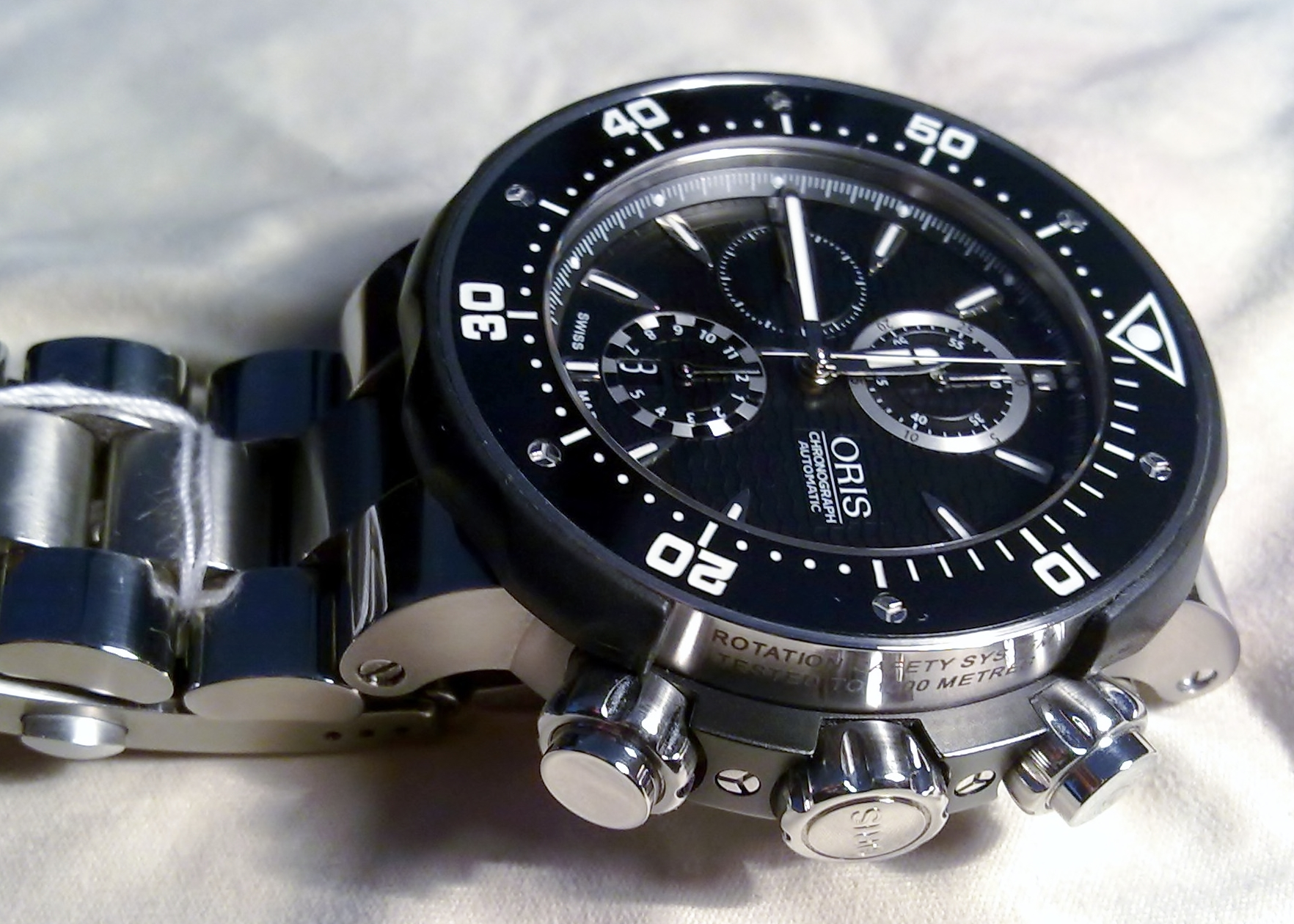
Часы Oris

В 1985 году Oris отказался от производства кварцевых часов в пользу механических. С конца 1980-х и до середины 1990-х годов Oris разрабатывает и запускает в производство моделей Complication (дата, день недели, лунный календарь, GMT), Regulator (часы с разнесенными часовой, минутной и секундной стрелками), Small second (маленькая секундная стрелка в положении «9 часов»). На рынок поступила ограниченная серия наручных механических часов с будильником.
В 1996 году спонсорская поддержка Лондонского фестиваля джаза сопутствовала появлению «Четвертого мира Oris» — коллекции Culture, в истоки которой легла мировая культура и музыкальное наследие. В 1997 году была выпущена модель Oris Worldtimer, показывающая время сразу двух временных зон. Время основного циферблата корректируется путём нажатия кнопок плюс-минус. Дата корректируется не только вперед, но и назад. Имеется индикатор дня и ночи
С 2002 года «Красный ротор» стал зарегистрированной торговой маркой компании и символом того, что она является «производителем швейцарских механических часов высокого качества за разумные деньги». В 2003 году компания впервые заключила долгосрочные партнерские отношения с командой «Формулы-1» «Уильямс» и выпустила первую одноимённую модель часов.
В 2009 году был получен патент на систему фиксации безеля Rotation Safety System (RSS). В 2014 году в 110-летний юбилей компании начался выпуск первого с 1979 года мануфактурного калибра Cal.110 с 10-дневным запасом хода и нелинейным (патент) индикатором запаса хода. К 2019 году семейство механизмов разрастается до: Cal. 111, 112, 113, 114. Во время «Мирового Дня чистоты» (World Cleanup Day) Oris организовал сбор более 2,5 тонн мусора.

## Бренд
Компания Oris не входит в состав ни одного крупного часового холдинга, располагая собственными мощностями, позволяющими в том числе осуществлять производство (частично) и сборку (полностью) мануфактурных калибров нового поколения. Штаб-квартира Oris частично занимает то же здание, что и в начале XX века. Десятилетиями Oris оставался важнейшим работодателем для Хельштайна, в связи с этим, компания гордится сложившейся среди мастеров семейной преемственностью.
Ассортимент Oris составляют только высококачественные механические часы, целиком соответствующие требованиям маркировки Swiss Made. Инженеры Oris разработали и запатентовали десятки ноу-хау. При изготовлении безелей, корпусов и циферблатов используется бронза, титан, вольфрам, алюминий, карбон и керамика. Для некоторых лимитированных коллекций бренд прессует эко-боксы из натуральных морских водорослей.
Слоган компании — «Дух инноваций и независимости».

## Партнеры

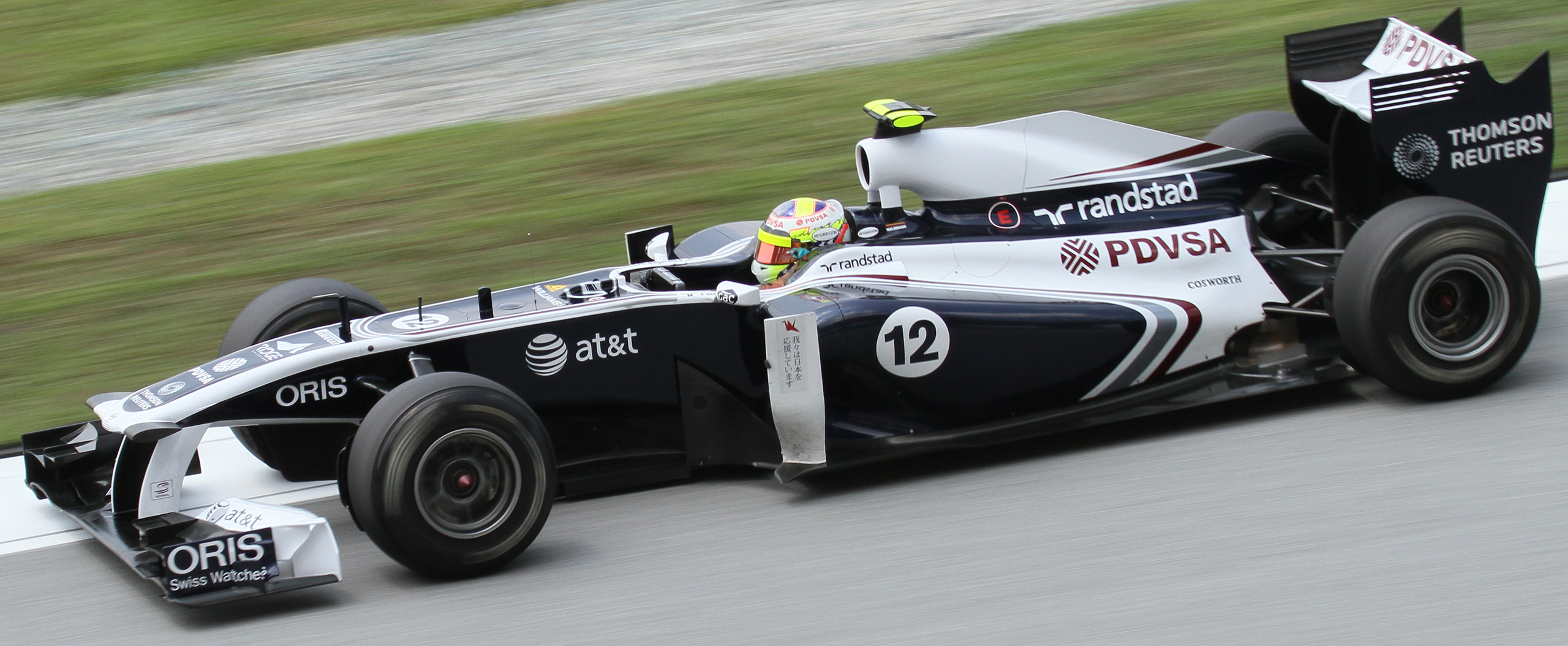
Болид команды «Уильямс»

С 2003 года по 2016 год совместно с инженерами из британской команды «Уильямс» из «Формулы-1» созданы три поколения часового семейства Williams F1.
В честь фридайвер Карлоса Косте (Carlos Coste) была названа линейка Oris Carlos Coste Limited Edition. Дайвер-экстремал Роман Фришкнехт (Roman Frischknecht) в 2009 году принял участие в разработке коллекции ProDiver в целом и системы защиты Rotation Safety System (RSS) в частности. Также Oris сотрудничает с пилотом команды Swiss Air Racing Team Вито Вюпрехтигером (Vito Wyprächtiger), профессиональным дайвером и автором документальных фильмов, посвященных защите окружающей среды Жеромом Деляфосом (Jérome Delafosse) и спотсменкой-дайвером Анной фон Бёттихер (Anna von Boetticher).
Вместе с заводская командой Audi Sport было выпущено три поколения лимитированных титановых хронографова.

## Коллекции
Ассортиментный ряд Oris делится на «четыре стихии» — авиация (коллекции: Big Crown ProPilot, Big Crown, BC3), автоспорт (TT1, WilliamsF1, Artix GT, Chronoris), дайвинг (коллекции: Aquis, Divers Sixty-Five, ProDiver) и культура (Artelier, Artix, Classic).
С целью привлечения внимания общества к проблемам экологии Oris с 2010 года в рамках коллекции Aquis выпустил ряд лимитированных моделей (размером 1-2 тысячи штук), часть средств от продажи которых поступила в различные благотворительные фонды и организации. В поддержку сохранения Большого Барьерного рифа были выпущены модели Great Barrier Reef L.E. (2010), Aquis Great Barrier Reef L.E. II (2016), Aquis Great Barrier Reef L.E. III (2019). Oris также привлекал внимание к проблемам экологии Мальдивских островов (Aquis Maldives L.E., 2011), Национального парка рифов «Туббатаха» (Aquis Tubbataha L.E., 2012), Красного моря (Aquis Red L.E., 2014), подводного вулкана у острова Иерро (Aquis El Hierro L.E., 2016), молотоголовых акул (Aquis Hammerhead L.E., 2017), оленерогого коралла (Aquis Staghorn Restoration L.E., 2017), атолла Клиппертон (Aquis Clipperton L.E., 2018) и реки Рейн (Aquis Source of Life L.E., 2018). Для поддержки проекта по очистке океана от пластиковых отходов была создана серия Aquis Clean Ocean L.E. (2019). Летом 2019 года в рамках экокампании «Голубое чудо» модель Aquis Date Relief пересечет Байкал на руке Эрнста Бромайса (Ernst Bromeis).

## Мануфактурные калибры

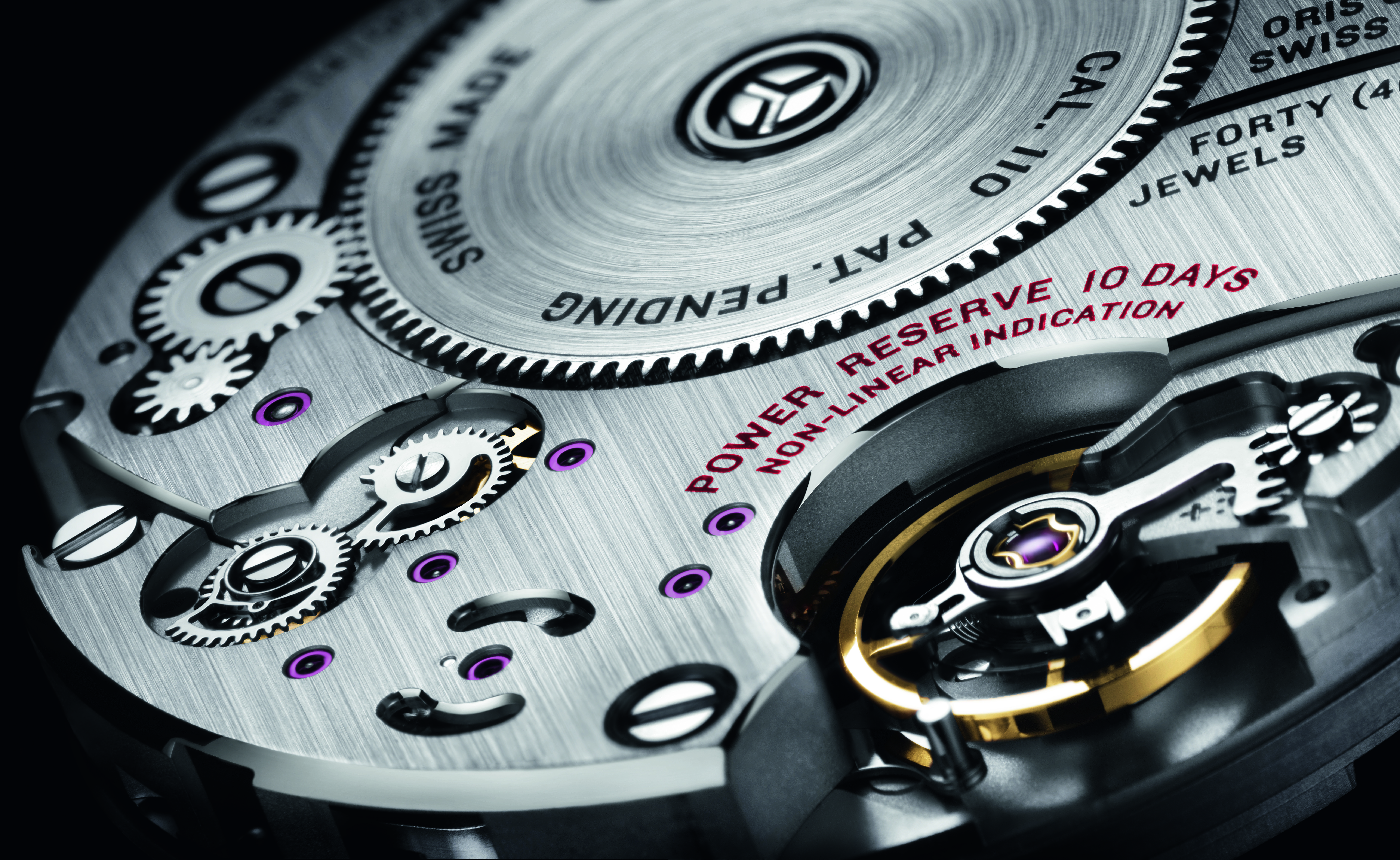
Calibre 110 с ручным заводом и 10-дневным режимом автономной работы

Первый мануфактурный калибр в новейшей истории компании был выпущен в 2014 году и приурочен к 110-летнему юбилею.
- 2014 год: Calibre 110 с ручным заводом и 10-дневным режимом автономной работы. Энергия обеспечивается единственным барабаном, оснащенным пружиной длиной в 1,8 м. Запатентованный нелинейный индикатор запаса хода, малая секундная стрелка[44].
- 2015 год: Calibre 111. В конструкцию добавлен модуль даты[45].
- 2016 год: Calibre 112: В конструкцию добавлены модуль второго часового пояса и индикатор дня/ночи[46].
- 2017 год: Calibre 113: В конструкцию добавлен «бизнес-календарь»: месяц, указатель дня недели и центральная стрелка, указывающая одновременно на текущий месяц и порядковый номер недели в году[47].
- 2018 год: Calibre 114: В конструкцию добавлена центральная стрелка второго часового пояса, отображающая время в 24-часовом формате[48].
- 2020 год: Calibre 400. Калибр с автоподзаводом и пятиндевным (120 часов) запасом хода. На калибр компания установила 10-летний рекомендованный межсервисный интервал и 10-летнюю гарантию. Калибр имеет точность -3/+5 секунд в день (что превосходит требования спецификации хронометра COSC) и значительно повышенную стойкость к воздействию магнитного [Источник].